# 1942년 미국 하원의원 선거
1942년 미국 하원의원 선거는 1942년 11월 3일에서 1942년 미국 상원의원 선거와 같이 치러졌다. 민주당은 과반을 차지하지만 득표에선 패배한다.

## 선거 결과

### 정당별 선거 결과
의석수
| 정당            | 의석수 |
| --------------- | ------ |
| 민주당          | 222석  |
| 공화당          | 209석  |
| 위스콘신 진보당 | 2석    |
| 미국노동당      | 1석    |
| 농민노동당      | 1석    |
| 합계            | 435석  |

득표
| 정당                | 득표수     | 득표율 |
| ------------------- | ---------- | ------ |
| 공화당              | 14,230,703 | 50.7%  |
| 민주당              | 13,181,759 | 47%    |
| 위스콘신 진보당     | 185,114    | 0.7%   |
| 미네소타 농민노동당 | 151,684    | 0.5%   |
| 미국노동당          | 91,283     | 0.3%   |
| 기타                | 233,821    | 0.8%   |
| 총합                | 28,074,364 |        |